# Armando Hart Dávalos
Armando Enrique Hart Dávalos (13 de junho de 1930 - 26 de novembro de 2017)  foi um político cubano e líder comunista. Seu avô nasceu no estado da Geórgia, nos Estados Unidos, e emigrou para Cuba quando criança. Faleceu em Havana em 26 de novembro de 2017.

## Biografia
Antes da Revolução Cubana que derrubou o presidente Fulgencio Batista, Hart estudou direito na Universidade de Havana. Enquanto estava lá, ele se tornou politicamente ativo e logo se juntaria a Fidel Castro e Che Guevara na luta contra Batista. Enquanto Castro e Che Guevara lideravam a guerrilha nas montanhas e florestas cubanas, Hart se tornou um dos principais organizadores do movimento revolucionário nas cidades. Entre seus outros escritos, ele fez um relato muito completo dos eventos que levaram à Revolução de 1959 em sua obra seminal, Aldabonazo. 
Quando Batista foi finalmente deposto, Hart foi nomeado o primeiro Ministro da Educação da Revolução e, mais tarde, serviu como Ministro da Cultura (1976-1997), além de membro do Politburo do Partido Comunista de Cuba.
Em janeiro de 2005, Hart escreveu um artigo sobre Joseph Stalin, no qual denunciou as ideias do stalinismo e sua prática, ao mesmo tempo em que defendia as ideias de Karl Marx, Vladimir Lenin, Fidel Castro e Leon Trotsky. 
Armando Hart foi o pai de Celia Hart .
Ele se tornou ministro da cultura desde a criação desse ministério em 1976 a 1997. Foi então nomeado diretor do Escritório do Programa José Martí. Hart era o presidente da Sociedade Cultural José Martí na época de sua morte.

## Condecorações
- Ordem José Martí (13 de junho de 2010)[4]